# Wellington Pereira Rodrigues
Wellington Pereira Rodrigues, meglio conosciuto come Gum (San Paolo, 4 gennaio 1986), è un ex calciatore brasiliano, di ruolo difensore.

## Carriera

### Club
Durante la sua carriera ha giocato con varie squadre di club, per poi trasferirsi nel 2009 al Fluminense, nella massima serie brasiliana.

## Palmarès

### Competizioni nazionali
- Campionato brasiliano: 2

Fluminense: 2010, 2012
- Primeira Liga: 1

Fluminense: 2016

### Competizioni statali
- Campionato Carioca: 1

Fluminense: 2012